# Porsche Tennis Grand Prix 2015
Il Porsche Tennis Grand Prix 2015 è stato un torneo femminile di tennis giocato sulla terra rossa indoor. È stata la 38ª edizione del torneo che fa parte della categoria Premier nell'ambito del WTA Tour 2015. Si è giocato nella Porsche Arena di Stoccarda in Germania dal 20 al 26 aprile 2015.

## Partecipanti

### Teste di serie
| Nazionalità | Giocatrice           | Ranking* | Testa di serie |
| ----------- | -------------------- | -------- | -------------- |
| Russia      | Marija Šarapova      | 2        | 1              |
| Romania     | Simona Halep         | 3        | 2              |
| Rep. Ceca   | Petra Kvitová        | 4        | 3              |
| Danimarca   | Caroline Wozniacki   | 5        | 4              |
| Serbia      | Ana Ivanović         | 6        | 5              |
| Russia      | Ekaterina Makarova   | 8        | 6              |
| Polonia     | Agnieszka Radwańska  | 9        | 7              |
| Spagna      | Carla Suárez Navarro | 10       | 8              |

* Ranking al 13 aprile 2015.

### Altre partecipanti
Le seguenti giocatrici hanno ricevuto una Wild card:
- Julia Görges
- Carina Witthöft

Le seguenti giocatrici sono passate dalle qualificazioni:

- Kateryna Bondarenko
- Petra Martić
- Bethanie Mattek-Sands
- Evgenija Rodina

Le seguenti giocatrici sono entrate in tabellone come lucky loser:
- Julija Bejhel'zymer
- Alberta Brianti
- Marina Mel'nikova

## Campionesse

### Singolare
Angelique Kerber ha battuto  Caroline Wozniacki con il punteggio di 3-6, 6-1, 7-5.
- È il secondo titolo stagionale della Kerber e il sesto complessivo.

### Doppio
Bethanie Mattek-Sands /  Lucie Šafářová hanno sconfitto in finale  Caroline Garcia /  Katarina Srebotnik per 6-4, 6-3.
- È il secondo titolo stagionale per la coppia Mattek-Sands / Šafářová.